# Таинственный остров (фильм, 1961)
«Таинственный остров» (англ. Mysterious Island) — англо-американский приключенческий фильм 1961 года по одноимённому роману (1874) Жюля Верна.

## Сюжет
1865 год, в США идёт Гражданская война, Ричмонд, штат Виргиния, осаждён. В военной тюрьме города томятся капитан Сайрус Хардинг, рядовой Неб Нагент и пехотинец Герберт Браун. Из окна они видят стоящий рядом воздушный шар, готовый к взлёту. Когда к ним приводят очередного заключённого, журналиста Гидеона Спилитта, все четверо сбегают. В корзине шара обнаруживается их враг, сержант Пенкрофт, но его оставляют в живых, так как он умеет управлять шаром.
Ураган с огромной скоростью несёт на протяжении нескольких дней пятерых мужчин на запад, Америка кончается, под ними Тихий океан. Наконец шар падает на пляж какого-то острова, но капитан Хардинг срывается раньше, его не рассчитывают найти живым. Тем не менее он находится без сознания на берегу около горящего костра, который не разводил.
Капитана островитяне признают лидером группы, они строят лёгкий домик, осматривая остров, обнаруживают гигантских устриц, обращают внимание на активный вулкан в центре их острова. Во время экскурсии на людей нападет гигантский краб, которого с трудом удаётся победить, а потом ещё сварить и съесть.
Вскоре на берегу разбивается лодка, в которой обнаруживаются две дамы: Мэри Фэйрчайлд и её племянница Елена. Они плыли из Чили, но их корабль потерпел крушение. Вскоре женщины становятся полноправными островитянками. Мужчины решают построить лодку, и в поисках подходящих деревьев обнаруживают новое место для жизни — «Гранитный дом», представляющий собой пещеру, в которую трудно попасть. Внутри они находят скелет повешенного, и из его дневника узнают, что это был Том Айртон, пират, лишённый своими дружками языка и высаженный здесь в одиночестве за какие-то прегрешения. Не выдержав одиночества, Айртон повесился три года назад.
Островитяне перебираются в Гранитный дом, с трудом рубят лес каменными топорами, а однажды находят на берегу сундук, в котором полно полезнейших вещей: винтовки и боеприпасы, морские карты и секстант, ножницы и бритвы, и даже зеркало и шпильки для волос. Происхождение сундука также неясно, как и неизвестно кем разожжённый тогда костёр. Теперь Хардинг может определить местоположение острова: 36° ю.ш., 153° з.д., в 1873 милях от Новой Зеландии. На винтовках из сундука обнаруживается клеймо «Наутилуса», все, оказывается, знают историю капитана Немо, хотя отношение к нему полярное. Считается, что он затонул с «Наутилусом» 8 лет назад, однако сундук не выглядит настолько старым.
Через некоторое время Елена подвергается нападению огромной птицы, но Герберту удаётся её одолеть. Поедая мясо убитой, островитяне находят в ней пулю, но кто стрелял — очередная тайна. Сблизившись после этого происшествия, Герберт и Елена решают пожениться. Однажды, гуляя по острову, они обнаруживают гигантские соты. Им приходится спасаться от гигантских же пчёл, и они попадают в подземный грот, где в воде стоит «Наутилус». Осмотрев его, не найдя никого живого, они выбираются на свет и спешат поделиться новостью с остальными. Тем временем, пока молодые гуляли, к берегу подошёл пиратский корабль: моряки хотят набрать воды. К несчастью, пираты обнаруживают строящуюся лодку, между ними и островитянами завязывается перестрелка. Высадившиеся пираты убиты, но с корабля по Гранитному дому начинается мощный обстрел из пушек. Внезапно на корабле звучит взрыв и судно пиратов идёт ко дну, никого не оставляя в живых.
Из воды выходит человек в скафандре — это капитан Немо. Он приглашает всех к себе на «Наутилус», рассказывает островитянам, что это он разжёг костёр, убил гигантскую птицу и потопил пиратов. Выясняется, что гигантские животные — это плод работы Немо, который хочет таким образом накормить
всех голодных на Земле. Также капитан сообщает, что вулкан скоро взорвётся, поэтому с острова надо немедленно уплывать. Решено залатать пиратский корабль, сделать трубопровод из бамбука и закачать с помощью помпы «Наутилуса» в судно воздух, чтобы оно всплыло. Немо учит островитян ходить под водой в скафандрах и пользоваться своим изобретением — подводным электрическим ружьём. Именно оно спасает жизнь одного из них, когда на работающих островитян нападает гигантский головоногий аммонит.
Вулкан начинает извергаться, остров рушится на глазах, но судно уже поднято со дна. Капитан Немо не успевает покинуть «Наутилус» и погибает. Пятеро мужчин и двое женщин уплывают обратно к цивилизации, дав обет воплотить в жизнь мечту Немо о мире во всём мире.

## В ролях
- Майкл Крейг[англ.] — капитан Сайрус Хардинг
- Майкл Каллан[англ.] — пехотинец Герберт Браун
- Гэри Меррилл — Гидеон Спилитт, военный корреспондент «New York Gerald»
- Дэн Джексон — рядовой Неб Нагент
- Перси Герберт[англ.] — сержант Пенкрофт
- Джоан Гринвуд — Мэри Фэйрчайлд, британская леди из Чили
- Бет Роган — Елена Фэйрчайлд, её племянница
- Герберт Лом — капитан Немо

## Факты
Постановщиком спецэффектов и автором гигантских краба, пчёл и аммонита выступил Рэй Харрихаузен. Ещё одно чудовище из фильма — гигантская птица — сделано не им, позднее она «снялась» в роли орнитомима в фильме «Долина Гванги» (1969). Удивительная для кинематографа того времени натуралистичность гигантского краба вызвана тем, что Харрихаузен использовал настоящих крабов вида Cancer pagurus, которых расчленял, вычищал и устанавливал внутри них приспособления, необходимые для мультипликационных съёмок.